# Repoblación
Repoblación (portugiesisch repovoamento) ist ein spanischer Begriff für die Wiederbesiedlung eroberter Gebiete auf der Iberischen Halbinsel im Rahmen der mittelalterlichen Reconquista. Diese Gebiete waren im Verlauf der Kämpfe zwischen Christen und Muslimen teilweise oder ganz verwüstet und entvölkert worden; nach ihrer Besetzung durch christliche Truppen wurden dort Christen neu angesiedelt oder nahmen aus eigener Initiative Land in Besitz.
Die Geschichte der Wiederbesiedlung ist ein zentrales Thema der spanischen Mittelalterforschung. Dies gilt nicht nur für die Sozial-, Wirtschafts- und Rechtsgeschichte, sondern auch für die Sprache: der Umstand, dass der kastilische Dialekt (castellano) und nicht etwa der leonesische bzw. die asturleonesische Sprachgruppe zur Grundlage des heutigen Spanisch wurde, hängt mit der zentralen Rolle Kastiliens im Verlauf der Repoblación zusammen.

## Entvölkerung
„Wiederbesiedlung“ setzt eine vorherige Entvölkerung voraus. Diesbezüglich stehen sich in der spanischen Forschung traditionell zwei Richtungen gegenüber. Die eine Position wurde von dem prominenten Historiker Claudio Sánchez-Albornoz († 1984) eingehend begründet; sie besagt, dass große Teile West- und Innerspaniens vor der Repoblación fast vollständig entvölkert waren. Die andere, die auf den Romanisten Ramón Menéndez Pidal († 1968) zurückgeht, geht von einer zwar verdünnten, aber doch kontinuierlichen Besiedlung aus.
Anfänglich ging die Repoblación vom Königreich Asturien aus, das sich im frühen 8. Jahrhundert (711–719) als erster christlicher Staat nach der muslimischen Eroberung der Iberischen Halbinsel gebildet hatte. Schon vor der muslimischen Invasion war in der Endphase des Westgotenreichs ein erheblicher Bevölkerungsrückgang durch Seuchen und Hungersnöte eingetreten. Der Norden der Pyrenäenhalbinsel wurde nach der arabisch-berberischen Eroberung durch kleine, meist aus Berbern bestehende Besatzungen gesichert. Viele dieser Berber zogen bei dem Berberaufstand von ca. 740/741 nach Süden, um dort die Araber zu bekämpfen. Eine schwere Hungersnot führte in den Jahren 748–753 zu weiterer Entvölkerung. Daher stieß König Alfons I. von Asturien (reg. 739–757) auf relativ wenig Widerstand, als er von seinem Reich aus weit nach Westen, Süden und Osten ins Tal des Duero und zum Oberlauf des Ebro vorstieß.

Königreich Asturien und angrenzende Gebiete (um 800)

Nach den Angaben der wichtigsten Quelle, der „Chronik Alfons’ III.“, eroberte er unter anderem im Westen (Galicien und Nordportugal) die Städte Lugo, Porto, Tui, Braga, Viseu und Chaves, im Süden (dem späteren Königreich León) Salamanca, Zamora, Ávila, Astorga, León, Simancas und Ledesma, im späteren Kastilien Segovia, Osma, Miranda de Ebro, Sepúlveda und Coruña del Conde. Da er sich außerstande sah, diese riesigen Gebiete dauerhaft militärisch zu sichern, ließ er alle Muslime, die er dort vorfand, töten und siedelte die christliche Bevölkerung in sein Reich um. So schuf er einen Verwüstungsgürtel zwischen seinem Reich und dem muslimischen Gebiet, der Asturien vor maurischen Angriffen schützen sollte.

## Verlauf der Wiederbesiedlung
Rechtlich gehörte alles eroberte Land theoretisch dem König, der daher über die Wiederbesiedlung entscheiden konnte. Faktisch geschah jedoch ein großer Teil der Repoblación ohne jede königliche Beteiligung und nur mit stillschweigender Zustimmung des Herrschers. Die Inbesitznahme und Kultivierung herrenlosen Landes (presura) schuf die Voraussetzung für einen Rechtstitel. Wegen der ständigen Bedrohung durch die Muslime hatte die Besiedlung einen militärischen Charakter; die Ortschaften wurden befestigt und dienten der ländlichen Bevölkerung als Fluchtburgen.
Die Araber unternahmen offenbar nur vereinzelt Versuche, nach erfolgreichen militärischen Vorstößen ihre Eroberungen durch eine Gegenbesiedlung abzusichern. Möglicherweise gelang es ihnen nicht, muslimische Siedler in ausreichender Anzahl zu mobilisieren. Die siegreichen Feldzüge Almansors im späten 10. Jahrhundert bedeuteten für die Repoblación einen schweren Rückschlag.
Im 13. Jahrhundert, als die Reconquista immer größere Teile des Südens der Iberischen Halbinsel erfasste, traten bei der nunmehr weit systematischer organisierten Repoblación Orden in den Vordergrund, nämlich der Mönchsorden der Zisterzienser und die Ritterorden (Orden von Calatrava, Alcántaraorden, Santiagoorden). Es kam zu verstärkter Ausbildung großräumiger Grundherrschaften mit extensiver Nutzung (Viehzucht).

### Galicien und Nordportugal
In Galicien begann die Wiederbesiedlung schon unter König Fruela I. (757–768), dem Nachfolger Alfons’ I. Dort war es der Bischof von Lugo, der als Erster die Initiative ergriff. Er siedelte großräumig Leibeigene (Unfreie) seiner Kirche an. Diese Ansiedlung fand in grundherrlicher Form ohne Beteiligung des Königs statt und wurde von den späteren Bischöfen fortgesetzt. Unter den Königen  Ordoño I. von Asturien (850–866) und Alfons III. von Asturien (866–910) begann eine königliche Kolonisation in Galicien und Nordportugal (hier entstand eine erste Grafschaft Portucale); Tui, Coimbra, Braga, Porto, Viseu und Lamego wurden besiedelt, südlich davon schuf Alfons III. einen strategischen Verwüstungsgürtel. Das Land wurde teils vom König persönlich, teils von seinen Beauftragten vergeben. Die Kolonisatoren siedelten ihre eigenen, oft zahlreichen Unfreien an oder holten freie Bauern, besonders aus Nordgalicien, das nie entvölkert worden war. Freie Siedler wurden unter anderem mit einer Amnestie für früher von ihnen begangene Straftaten gewonnen; sogar Mördern wurde Vergebung gewährt, wenn sie ins Siedlungsgebiet zogen. Außerdem kamen Christen aus dem arabisch beherrschten Süden der Iberischen Halbinsel (sog. Mozaraber) hinzu. Im 10. und 11. Jahrhundert beteiligten sich auch viele Kastilier und sogar Basken, wie die Namen der von ihnen besiedelten Ortschaften zeigen.

### León
Im Gebiet des späteren Königreichs León setzte die Repoblación erst nach der Mitte des 9. Jahrhunderts unter König Ordoño I. von Asturien ein, also ein Jahrhundert später als in Galicien. Hier lag die Initiative von Anfang an beim König, der Adlige mit der Durchführung betraute. Unter Ordoño wurden die Städte León und Astorga besiedelt, unter seinem Sohn Alfons III. Zamora, Simancas und das Gebiet zwischen Palencia und Medina del Campo, unter Ramiro II. (931–951) Salamanca und Ledesma. Hier wurden besonders viele aus dem arabischen Gebiet emigrierte Christen angesiedelt, unter denen auch Mönche eine wesentliche Rolle spielten. Auffallend sind arabische bzw. auf arabischsprachige Siedler deutende Ortsnamen und weitere Indizien für die Anwesenheit von Arabern. Da die aus dem muslimischen Süden gekommenen Christen romanischsprachig oder zweisprachig waren, ist davon auszugehen, dass die nur arabischsprachigen Siedler Muslime waren, die als Kriegsgefangene oder Flüchtlinge in das Gebiet gekommen waren und später zum Christentum übertraten.

### Kastilien
In Kastilien setzte die Repoblación etwa um 800 in größerem Umfang ein; im Jahr 800 ist auch erstmals der Name „Kastilien“ urkundlich bezeugt. Die Initiative kam anscheinend zunächst von bischöflicher und klösterlicher Seite; einzelne Kleriker handelten aus eigenem Antrieb. Die ersten Siedler waren teils Mönche, teils kirchliche Unfreie. Diese Kolonisation vollzog sich in grundherrlicher Form. Geistliche und weltliche Großgrundbesitzer nahmen herrenloses Land in Besitz und bewirtschafteten es. Eine Ansiedlung ohne grundherrschaftliche Basis ist erstmals im Jahr 814 bezeugt: freie Bauern kamen aus eigener Initiative und siedelten sich an. Es ist aber davon auszugehen, dass die Tätigkeit der Grundherren zunächst stark dominierte. Erst nach der Mitte des 9. Jahrhunderts kam königlicher Einfluss hinzu: Ende des Jahrhunderts erhielt der kastilische Graf Diego Rodríguez Porcelos von König Alfons III. von Asturien den Auftrag zur Wiederbesiedlung des entvölkerten Landes. In Kastilien war der arabische Widerstand besonders heftig; erfolgreiche arabische Gegenangriffe behinderten den Fortschritt der Besiedlung. Somit war das Leben der Siedler in Kastilien härter und gefährlicher als in León und Galicien. Da die Kolonisten wehrhaft sein mussten, waren Unfreie als Siedler weniger geeignet. Benötigt wurden berittene Kämpfer; daher wurden im 10. und 11. Jahrhundert kampfkräftige Freie mit besonderen Vergünstigungen angelockt, darunter steuerliche Vorteile und Straffreiheit für früher begangene Straftaten von Dieben und Mördern. Sogar die Erhebung in den Adelsstand wurde ihnen in Aussicht gestellt, wenn sie in der Lage waren, beritten in den Kampf zu ziehen. So konnte ein Bauer, der über ein Pferd verfügte und bereit war zu kämpfen, die Rechtsstellung eines Adligen (infanzón) erlangen.
Nach der Eroberung Toledos (1085) begann auch im Süden Kastiliens (Neukastilien, Kastilien-La Mancha) die Wiederbesiedlung. Nun kamen viele Einwanderer aus Südfrankreich ins Land; ihre Ansiedlung wurde von König Alfons VI. von Kastilien (1072–1109) gefördert.

### Sonstige Regionen
In Katalonien und Aragón gab es im Unterschied zu West- und Innerspanien und Nordportugal keine breiten Verwüstungszonen. Daher hatte dort die Repoblación ein geringeres Ausmaß. Die Karolinger siedelten in der Spanischen Mark mozarabische Flüchtlinge an; die Grafen von Barcelona setzten die Siedlungsbemühungen im 9. und 10. Jahrhundert fort. Eine umfangreichere Wiederbesiedlung eroberter Gebiete setzte erst im 11. Jahrhundert ein. Im Königreich Navarra spielte Wiederbesiedlung nur eine geringe Rolle.